# Lidia Glubokova
Lidia Timofeevna Glubokova, född den 17 september 1953, i Elektrostal, dåvarande Sovjetunionen, död 2022 i Elektrostal, Ryssland, var en sovjetisk landhockeyspelare.
Hon tog OS-brons i damernas landhockeyturnering vid de olympiska landhockeytävlingarna 1980 i Moskva.